# Alberto Braglia
Alberto Braglia (23. března 1883 Campogalliano – 5. února 1954 Modena) byl italský sportovní gymnasta, zvaný „fakír z Modeny“, trojnásobný olympijský vítěz.
Od dětství cvičil v klubu Società del Panaro Modena. Na Athénských olympijských mezihrách v roce 1906 získal dvě stříbrné medaile: v pětiboji a šestiboji. Součástí obou soutěží, které se v takové podobě objevily pouze na těchto hrách, byl kromě gymnastických disciplín také skok vysoký a skok daleký. Medaile z meziher však Mezinárodní olympijský výbor nepovažuje za oficiální.
Na Letních olympijských hrách 1908 vyhrál Braglia víceboj jednotlivců. V roce 1909 získal s italským mužstvem bronzovou medaili na mistrovství světa ve sportovní gymnastice. Původně pracoval v továrně na tabák, po olympiádě se začal živit jako cirkusový akrobat a ztratil tím amatérský status, který si ale stačil obnovit před olympiádou 1912, kde vyhrál víceboj jednotlivců i družstev. Byl prvním, kdo obhájil olympijský titul v individuálním víceboji, po něm to dokázali jen Viktor Čukarin, Sawao Kató a Kóhei Učimura. Na hrách 1912 byl také vlajkonošem italské výpravy.
Bojoval v první světové válce, působil jako artista a provozoval malou restauraci. Na olympiádě 1932 byl trenérem italského gymnastického týmu, který vyhrál soutěž družstev a získal tři individuální prvenství. O svou restauraci přišel při bombardování za druhé světové války a v závěru života byl závislý na rentě, kterou pobíral od Italského olympijského výboru. Zemřel v roce 1954 na arterosklerózu, v roce 1958 byl na jeho počest sportovní stadion v Modeně pojmenován Stadio Alberto Braglia.